# Az Elkötelezettek
Az Elkötelezettek (franciául: Les Engagés), korábbi nevén a Humanista Demokratikus Közép (franciául: Centre démocrate humaniste, cdH) a belgiumi vallon közösség egyik politikai pártja. A párt jelenleg a Brüsszel fővárosi régió, a Belgiumi Francia Közösség és a Vallon régió kormányzásában vesz részt. A párt neve 2002-ig Belga Keresztényszocialista Párt volt.

## A párt története
A párt története a Belga Katolikus Pártra vezethető vissza, amely az ország függetlenségének kikiáltása után alakult meg. 1945-ben a katolikus párt felvette a Keresztényszocialista Párt (Christelijke Volkspartij-Parti Social Chrétien) (rövidítése: CVP-PSC) nevet. 1968-ban nyelvi vonalak mentén ez a párt is kettévált és a vallon régióban a francia nyelvű Parti Social Chrétien (PSC), míg a flamand régióban a holland nyelvű Christelijke Volkspartij (CVP) jött létre.
Megalakulásától 1999-ig a PSC-CVP szövetség irányította Belgiumot, de az 1999-es választásokon nagyon rosszul szerepeltek, részben mivel számos botrány rázta meg a belga politikai életet, mint pl. Marc Dutroux szökése és a dioxin-válság, részben pedig a vallásos pártok csökkenő népszerűsége miatt. Ezt követően a belga politikai életben a párt ellenzékbe szorult.
A választási vereséget követően indult meg a párt belső reformja. 2001-ben elfogadták a "Demokratikus Humanizmus Chartája" című alapokmányt, és 2002-ben a párt új alkotmányát. Ekkor a PSC a megváltoztatta nevét, és felvette jelenlegi elnevezését.
A 2003-as országos választásokon a párt nem tudott javítani teljesítményén és ellenzékben maradt. A 2004-es regionális választásokon azonban, a frankofón Szocialista Párttal és az Ecolo-val szövetségben, kormányt alakítottak a brüsszeli régióban, a francia közösség és a vallon régió szintjén.
A párt jelenlegi elnöke Joëlle Milquet.

### 2007-es választások
A 2007. június 10-én megtartott országos választásokon a párt 10 képviselői helyet nyert a 150 fős képviselőházban és 2 helyet a 40 fős szenátusban. A párt jelenleg nem tagja a belga szövetségi kormánynak.

## Választási eredmények

### Szövetségi választások
| Választások | Szavazatok | %   | Képviselőházi mandátumok | Szenátusi mandátumok | Kormányzat/Ellenzék? |
| ----------- | ---------- | --- | ------------------------ | -------------------- | -------------------- |
| 1995        | 469,101    | 7.7 | 12 / 150                 | 3 / 40               | Kormánypárt          |
| 1999        | 365,318    | 5.9 | 10 / 150                 | 3 / 40               | Ellenzék             |
| 2003        | 359,660    | 5.5 | 8 / 150                  | 2 / 40               | Ellenzék             |
| 2007        | 404,077    | 6.0 | 10 / 150                 | 2 / 40               | Kormánypárt          |
| 2010        | 360,441    | 5.5 | 9 / 150                  | 2 / 40               | Kormánypárt          |
| 2014        | 336,281    | 5.0 | 9 / 150                  | 2 / 40               | Ellenzék             |
| 2019        | 250,861    | 3.7 | 9 / 150                  | 2 / 40               | Ellenzék             |

## Ideológiai háttere
A párt jelenlegi alapokmánya szerint a demokratikus humanizmus, amelyet a kereszténység humanizmusa inspirál értékeit képviseli. Lényegében balközép politikai irányvonalat képviselnek és támogatják Belgium egységét.

## Külső hivatkozások
- A párt hivatalos weboldala